# Al Winburn and his Melody Rangers
Al Winburn and his Melody Rangers war eine US-amerikanische Countryband aus Florida. 

## Karriere
Nachdem der Musiker Al Winburn 1953 aus der US Army entlassen worden war, gründete Winburn zusammen mit Leroy McDaniel die Melody Rangers. Winburn hatte schon ab 1950 mit den Hillbilly Playboys gespielt und während seines Militärdienstes in Valdosta, Georgia, war er Mitglied von J.C. Johnson's Radio Cowboys gewesen. 
Mit den Melody Rangers trat Winburn rund um Florida und Georgia auf. Dabei wurde die Gruppe schnell zu einem bekannten Act im Suwanee River Valley und ergatterte 1954 ein Engagement im Suwanee River Jamboree auf dem Radiosender  WNER aus Live Oak, Florida.
Die Melody Rangers waren eine der wenigen Countrygruppen, die zu dieser Zeit einen elektrisch verstärkten Bass nutzten.